# 塔拉西夫卡 (切切利尼克區)
48°13′13″N 29°26′41″E / 48.22028°N 29.44472°E
塔拉西夫卡（烏克蘭語：Тарасівка），是烏克蘭的村落，位於該國西南部文尼察州，由海辛區負責管轄，始建於1924年，面積2.4平方公里，2001年人口32，人口密度每平方公里13.33人。